# Kutuzovskaja (stanice Moskevského centrálního okruhu)
Kutuzovskaja (rusky Кутузовская) je stanice na Moskevském centrálním okruhu. Je pojmenována podle Kutuzovského prospektu, se kterým se trať v místě stanice kříží. Disponuje přestupní vazbou na stejnojmennou stanici na Filjovské lince metra a stejnojmennou železniční zastávku na Moskevské železnici, která je obsluhována na lince MCD-4. Tratě na lince Moskevského centrálního okruhu, lince MCD-4 a Filjovské lince metra vedou v daném místě rovnoběžně.

## Charakter stanice
Stanice Kutuzovskaja se nachází ve čtvrti Dorogomilovo (Дорогомилово) v místě křížení trati s Kutuzovským prospektem.  
Stanice má jedno ostrovní nástupiště a disponuje dvěma dvoupatrovými vestibuly s přístupem v úrovni nadjezdu nad tratí z obou stran Kutuzovského prospektu. Jižní vestibul byl zprovozněn spolu se startem provozu na Moskevském centrálním okruhu, jižní byl otevřen 10. července 2017. Oba dva vestibuly jsou propojeny s vestibuly stanice na Filjovské lince. Od zprovoznění zastávky na lince MCD-4 funguje zde i přestup mezi Moskevským centrálním okruhem a linkou MCD-4.